# Jennison Heaton
Jennison Heaton (ur. 16 kwietnia 1904 w New Haven, zm. 6 sierpnia 1971 w Burlingame) – amerykański bobsleista i skeletonista. Dwukrotny medalista olimpijski z Sankt Moritz.
Igrzyska w 1928 były jego jedyną olimpiadą. Triumfował w skeletonie (drugie miejsce zajął jego brat Jack), zaś w bobslejach znalazł się w osadzie, która zajęła drugie miejsce. Jego szwagrem był Billy Fiske.